# Кольцов-Мосальский, Борис Михайлович
Князь Борис Михайлович Кольцов-Мосальский — рында, стольник, завоеводчик и воевода во времена правления Фёдора III Алексеевича, правительницы Софьи Алексеевны, Ивана V и Петра I Алексеевича.
Из княжеского рода Кольцовы-Мосальские. Младший сын князя Михаила Андреевича Кольцова-Мосальского. Имел братьев, князей: Ивана, Андрея и Фёдора Михайловичей.

## Биография
В 1677 году пожалован в стольники.
В 1679 году участвовал в Киевском походе во время русско-турецкой войны 1672-1681 годов.
В 1681 году владел 106 крестьянскими дворами.
В 1683 году с Иваном V и Петром I в богомольном походе в Троице-Сергиев монастырь.
В 1684 году ездил за Государями в их осенних и зимних походах по монастырям.
В 1685 году рында в белом платье при приёме и отпуске шведского и польского послов.
В марте 1687 года хорунжий четвёртой роты стольников в первом Крымском походе в войсках Василия Васильевича Голицына.
В 1689 году поручик у стольников во втором Крымском походе. В этом же году во время Стрелецкого бунта приведший к низложению правительницы Софьи Алексеевны, находился с братьями в числе лиц приехавших к Петру I в Троице-Сергиев монастырь, а в августе этого же года послан воеводою в Переславль.
В 1692 году при встрече персидского посла показан ротмистром.
В 1696 и 1697 годах завоеводчик при боярине А.С. Шеине в Азовских походах против турок и татар.  
В 1698 году во время Стрелецкого бунта находился в составе войска А.С. Шеина для усмирении стрельцов.
В 1699 году полковой воевода.
В 1701 году показан в числе лиц для переписи ново-выборных драгун и доставлял их в Москву.
В 1703 году показан 81 стольником. В этом же году назначается на службу в Шлиссельбург, но просит отсрочки по причине своей болезни. В дальнейшем имя его не упоминается.
По родословной росписи показан бездетным.